# Aurunci

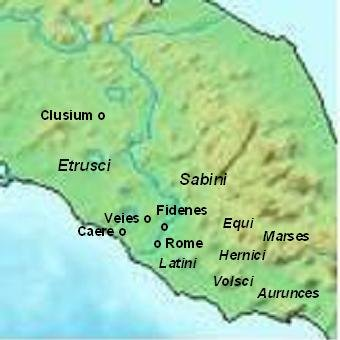
Situering van de Aurunci.

De Aurunci was een Italische stam die in zuidelijk Italië in het eerste millennium v.Chr. leefde.
Ze waren van Indo-Europese oorsprong, hun taal behoorde tot de Oskische taalgroep.
Het grondgebied Auruncan lag ten zuiden van de Volsken, op het gebied van Roccamonfina, tussen de rivieren de Liri en de Volturno. Dit was het zuiden van Latium met de overgang naar Campanië. De belangrijkste stad was Sessa Aurunca.
Romeinse bronnen beschrijven hen als een onontwikkeld volk dat graag op beschermde bergtoppen leefde.
De Aurunci waren geallieerd met de Latijnse kolonie Pomezia.
De Romeinen hebben hen tijdens de Tweede Samnitische Oorlog in 313 v.Chr. onderworpen.